# Deutsche Gesellschaft für keltische Studien
Die Deutsche Gesellschaft für keltische Studien (DGKS) war ein im Dezember 1936 gegründetes deutsches Institut, das die Keltologie zum Forschungsgegenstand hatte. Es gehörte zum Indogermanischen Seminar der Berliner Universität. Sie war von Anfang an als Kontaktstelle zwischen den deutschen Keltologen und der SS eingerichtet. Unmittelbar nach der Gründung wurden SS-Obergruppenführer Werner Best sowie der Verein Forschungsgemeinschaft Deutsches Ahnenerbe kooperative Mitglieder. Best konnte in seiner Zeit als De-facto-Innenminister Frankreichs deutsch-nationale Propaganda leisten. Darüber hinaus wurde die Arbeit des Instituts ideologisch verbrämt: So hieß es in Meldungen aus dem Reich: es sei „die alte, lediglich sprachlich ausgerichtete Forschung durch rassenbiologische und Brauchtumsforschung zu ergänzen.“
Wichtige Gründungsmitglieder waren Helmut Bauersfeld, Gerhard von Tevenar, Hans Otto Wagner, Adolf Mahr und Helmut Clissmann. Nach Beginn des Zweiten Weltkriegs bekamen einige Mitglieder der DGKS besondere Aufgaben im Bereich der Abwehr und des Auswärtigen Amtes, insbesondere in den Benelux-Staaten und in Nordfrankreich. Im Laufe ihres Bestehens wurde die Zusammenarbeit zwischen DGKS und der Ahnenerbe immer enger. Eine der zentralen Figuren war Ludwig Mühlhausen (1888–1956), der 1928–1936 Honorarprofessor für Keltologie an der Universität Hamburg gewesen war und ab Anfang 1940 zusammen mit Leo Weisgerber zusätzlich für die Auslandsrundfunk-Propaganda arbeitete. Auf einem Keltologen-Kongress in Wernigerode Anfang September 1941 sprach er sich für die Fortführung und den „Einsatz von Geisteswissenschaften im Krieg“ aus. Im Juni 1942 wurde Mühlhausen Leiter einer neu gegründeten "Lehr- und Forschungsstätte für keltische Volksforschung" im Ahnenerbe der SS.